# جوني سيلرز
جوني سيلرز (بالإنجليزية: Johnny Sellers)‏ هو فارس أمريكي، ولد في 31 يوليو 1937 في لوس أنجلوس في الولايات المتحدة، وتوفي في 2 يوليو 2010 في فايتفيل في الولايات المتحدة.

## وصلات خارجية
- جوني سيلرز على موقع الموسوعة البريطانية (الإنجليزية)